# سیارک ۲۱۴۷۵
سیارک ۲۱۴۷۵ (به انگلیسی: 21475 Jasonclain، نامگذاری:1998HQ100) بیست و یک هزار و چهارصد و هفتاد و پنجمین سیارک کشف شده‌است که در ۲۱ آوریل ۱۹۹۸ کشف شد.
قدر مطلق سیارک برابر ۱۴.۱ است.